# ラ・バスティッド (ヴァール県)
ラ・バスティッド （La Bastide）は、フランス、プロヴァンス＝アルプ＝コート・ダジュール地域圏、ヴァール県のコミューン。

## 地理
ラ・バスティッドはラ・ロック＝エスクラポンの北1.5km、コン＝シュル＝アルテュビーの東12km、ドラギニャンの北東42kmのところにある。

## 歴史
1342年、ラ・バスティッドはプロヴァンス伯によってカステラーヌのヴィゲリー（fr、小さな司法管区）に併合されていた。

## 人口統計
| 1962年 | 1968年 | 1975年 | 1982年 | 1990年 | 1999年 | 2006年 | 2012年 |
| ------ | ------ | ------ | ------ | ------ | ------ | ------ | ------ |
| 76     | 84     | 130    | 115    | 136    | 122    | 175    | 200    |

source=1999年までLdh/EHESS/Cassini、2004年以降INSEE